# Planigale kendricki
Planigale kendricki — це вид кволових (Dasyuridae), вперше описаний у 2023 році, і є одним із найменших ссавців. Вид мешкає в регіоні Пілбара в Західній Австралії, де він зустрічається разом із подібним і також нещодавно визнаним Planigale tealei. Обидва види історично помилково вважалися або P. maculata, або P. ingrami, жоден з яких зараз не зустрічається в Пілбара.

## Опис
Вид має плоску клиноподібну голову, характерну для Planigale. Порівняно з P. tealei, P. kendricki більший, має більшу довжину понад 20 мм, більшу масу тіла (переважно > 4 г; у середньому ~7 г), загострений ніс і яскравіший помаранчевий/коричневий колір голови з помаранчевим очним кільцем. P. kendricki має максимальну зареєстровану вагу тіла 12,5 г і довжину голови й тулуба для самців 74 мм. Самиці, як правило, трохи менші за самців, їхня максимальна вага становить 9,5 г, а довжина – 69 мм. Немає явного статевого диморфізму в забарвленні або пропорціях.

## Поширення і середовище проживання
Вид зустрічається на різноманітних субстратах від піщаних рівнин, що прилягають до скелястих ділянок, через кам'янисті осипи та бруковані русла струмків. Під час широкомасштабного дослідження біорізноманіття Пілбари було виявлено майже в половині досліджуваних місць, і було виявлено, що він віддає перевагу твердим субстратам з відкритою корінною породою.

## Екологія й поведінка
Вид м'ясоїдний, живиться безхребетними та дрібними хребетними, яких ловить під час енергійного нічного полювання у підстилці листя та тріщинах ґрунту. Вночі тварини є активними та безстрашними мисливцями, полюючи здебільшого на комах та їх личинок, дрібних ящірок і молодих ссавців, майже таких же розмірів, як вони самі. З більшою здобиччю, як-от коники, початкового кидка часто недостатньо, і Planigale кусає неодноразово, поки здобич не перестане боротися.